# 德龍山
71°34′S 35°38′E / 71.567°S 35.633°E
德龍山（德語：Mount Derom）是南極洲的山峰，屬於法比奧拉王后山脈的一部分，處於伊斯更斯山以南3公里，海拔高度2,400米，該山峰在1960年10月7日由比利時探險隊發現。